# Naga Sopa
Naga Sopa is een bestuurslaag in het regentschap Simalungun van de provincie Noord-Sumatra, Indonesië. Naga Sopa telt 1232 inwoners (volkstelling 2010).